# Gerhard von Dernath (Kanzler)
Gerhard Graf von Dernath (* 1. September 1700; † 3. September 1759) war ein herzoglich gottorpischer Geheimer Rat.

## Leben und Wirken
Gerhard von Dernath war ein Sohn von Gerhard von Dernath und dessen erster Ehefrau Christine Dorothea von Rantzau. Als Mitglied des Adelsgeschlechts von der Dernath führte er die Geschäfte seines Vaters weiter.
Von Dernath amtierte als Herr auf Kniphagen und Warendorf. Als herzoglich gottorpischer Geheimer Rat fungierte er auch als Kammerpräsident und Kanzler.
Gerhard von Dernath war verheiratet mit Sophie Charlotte Gräfin von Bassewitz (1709–1780). Das Ehepaar hatte einen Sohn namens Friedrich Otto von Dernath, der Geheimer Rat, Kammerherr und Landrat wurde und Ländereien in Dänemark besaß.